# Đường về nhà (phim 2013)
Đường về nhà  (tiếng Hàn: 집으로 가는 길; Romaja: Jibeuro Ganeun Gil, tiếng Anh: Way back home) là một bộ phim điện ảnh Hàn Quốc ra mắt năm 2013 với sự tham gia của Jeon Do-yeon và Go Soo, do Bang Eun-jin đạo diễn. Bộ phim dựa trên câu chuyện cảm động có thật về một bà nội trợ Hàn Quốc bị giam ở Martinique trong hai năm sau khi bị buộc tội buôn lậu ma túy tại một sân bay Paris.
Đây là bộ phim Hàn Quốc đầu tiên quay ở Caribe, cũng là bộ phim đầu tiên có sự góp mặt của các cai ngục và tù nhân thực làm nhân vật phụ. Quá trình quay phim diễn ra trong ba tuần tại một nhà tù phụ nữ ở Martinique.

## Bối cảnh
Ngày 30 tháng 10 năm 2004, Jang Mi-jeong bị bắt tại sân bay Orly, Pháp vì buôn lậu một vali chứa 17 kg cocaine. Jang nói rằng cô không biết bên trong va-li có gì. Cô được một người bạn đưa cho chiếc va-li, người mà cô đã quen biết hơn 10 năm, và được biết nó chứa đầy đá quý thô. Jang đã đồng ý xách vali từ Guyana đến Hà Lan qua Pháp để đổi lại số tiền 4 triệu ₩ (3,740 đô la Mỹ). Sau khi bị bắt tại Orly, Jang đã bị bỏ tù ở gần Paris trong ba tháng chờ xét xử. Sau khi bị kết tội, cô bị đưa đến một nhà tù ở Martinique do Pháp quản lý ở Caribe. Cuối cùng cô đã trở về Hàn Quốc hai năm sau đó ngày 18 tháng 11 năm 2006. Bạn cô cuối cùng bị bắt và bị kết án 10 năm tù. Câu chuyện của Jang sau đó được giới thiệu trên In Depth 60 Minutes, một chương trình tài liệu điều tra của đài KBS. Năm 2013, Jang xuất bản cuốn sách Những ngày đã mất, kể lại những thử thách và cuộc sống của cô sau khi trở về từ nhà tù, đặc biệt là sự khó khăn trong việc tái thích nghi với xã hội Hàn Quốc và sự tẩy chay mà cô và hai con gái phải đối mặt.
Bộ Ngoại giao Hàn Quốc đã bị Jang và các nhà làm phim chỉ trích về cách xử lý vụ việc, bị gọi là vô trách nhiệm trong việc bảo vệ người Triều Tiên ở nước ngoài. Các quan chức Bộ Ngoại giao khẳng định rằng câu chuyện trong phim không phải là toàn bộ sự thật.